# Белмон (Рона)
Белмон (фр. Belmont) насеље је и општина у источној Француској у региону Рона-Алпи, у департману Рона која припада префектури Вилфранш сир Саон.
По подацима из 2011. године у општини је живело 633 становника, а густина насељености је износила 419,21 становника/km². Општина се простире на површини од 1,51 km². Налази се на средњој надморској висини од 300 метара.

## Демографија
| 1962. | 1968. | 1975. | 1982. | 1990. | 1999. | 2011. |
| ----- | ----- | ----- | ----- | ----- | ----- | ----- |
| 217   | 348   | 374   | 424   | 509   | 613   | 633   |

График промене броја становника у току последњих година